# Сельман Рейс

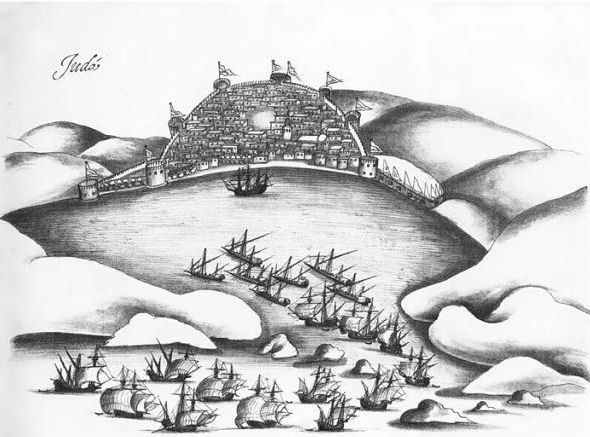
Флот Сельмана Рейса обороняет Джидду в 1517 году

Сельман Рейс — османский адмирал, активно проявивший себя в соперничестве с португальцами в первой половине XVI века. Родился на острове Лесбос. В 1515 году был командирован турецким султаном в Суэц на помощь мамлюкскому Египту для противодействия португальцам в Красном море. В 1517 году он оборонял порт Джидда. В 1525 году, во времена правления Сулеймана I, Сельман Рейс был назначен командующим небольшим османским флотом в Красном море, предназначавшимся для защиты прибрежных городов против португальских нападений. В том же году он захватил Аден в Йемене.